# Scaphyglottis brasiliensis
Scaphyglottis brasiliensis är en orkidéart som först beskrevs av Rudolf Schlechter, och fick sitt nu gällande namn av Robert Louis Dressler. Scaphyglottis brasiliensis ingår i släktet Scaphyglottis och familjen orkidéer. Inga underarter finns listade i Catalogue of Life.

## Bildgalleri

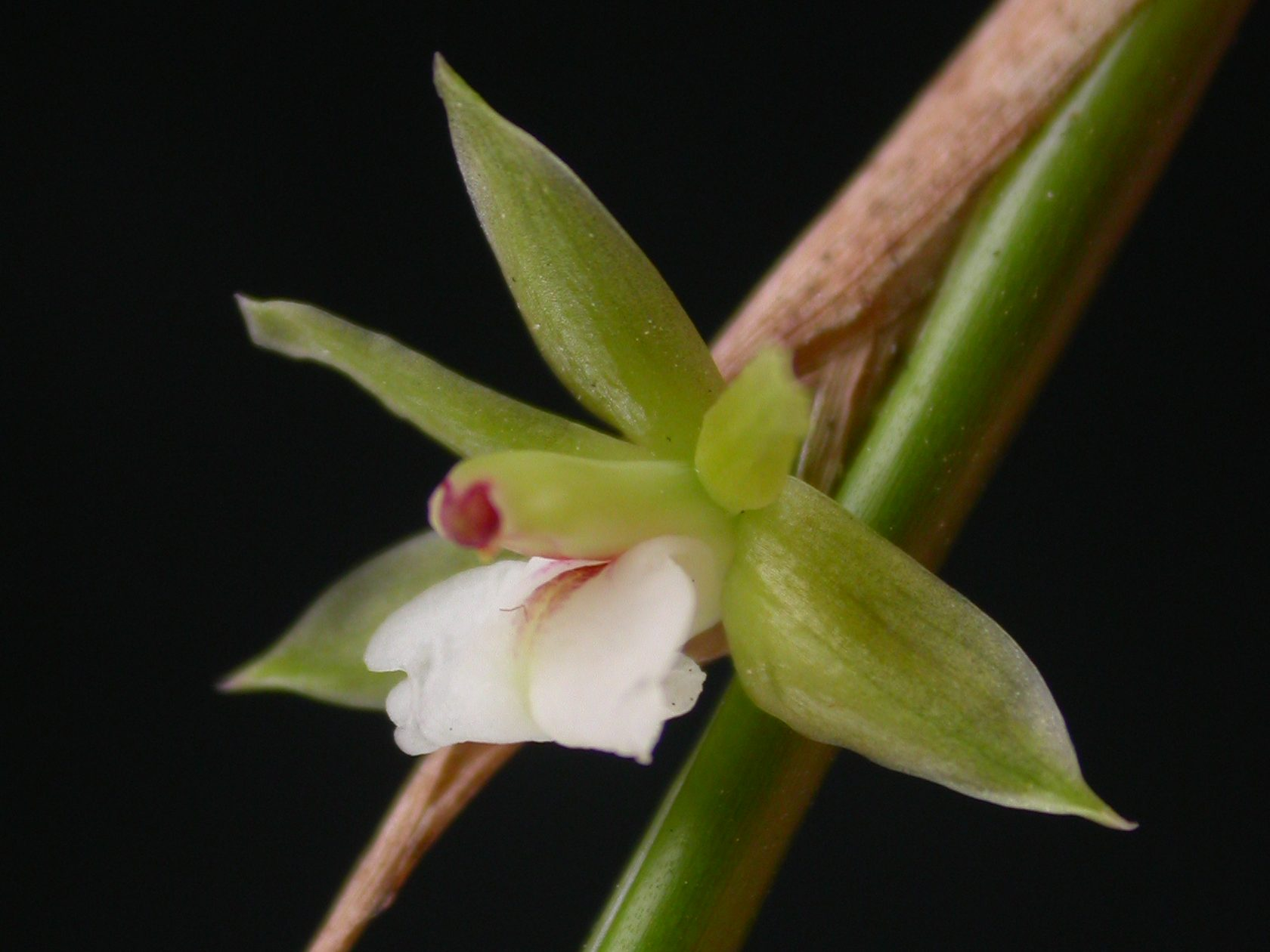
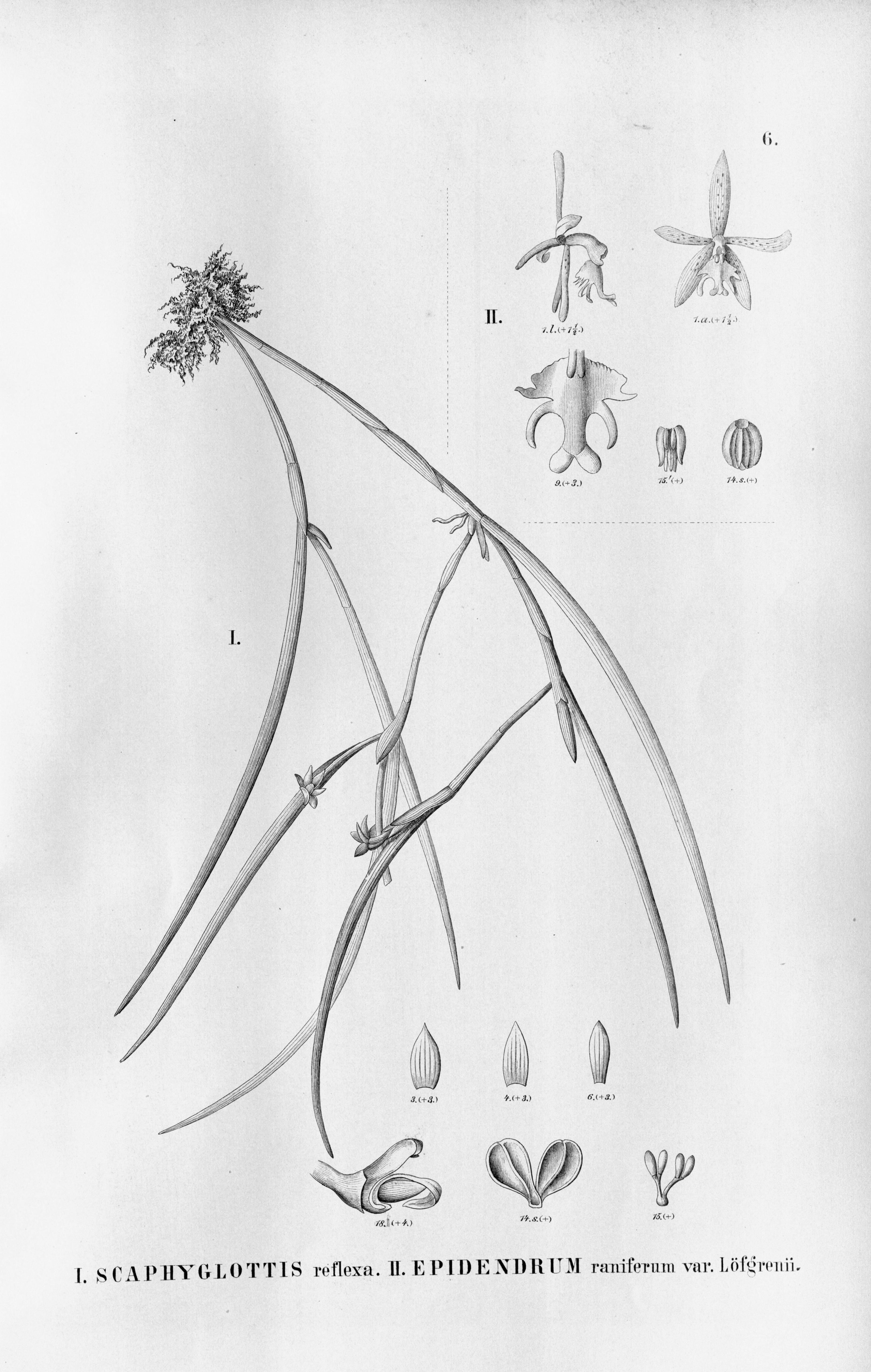